# پسوند نام پرونده
پسوند نام پرونده، پسونده فایل‌های رایانه‌ای یا پسوند فایل (به انگلیسی: Filename extension) پسوندی است که در انتهای نام هر فایل، پس از یک نقطه قرار می‌گیرد. این پسوندها بیان‌کننده قالب هر پرونده هستند. برخی از پسوندها به این ترتیب هستند: .png, .exe, .dmg و .txt.
در برخی سیستم‌های پرونده، طول پسوند پذیرفته شده برای هر پرونده محدود است. (مانند FAT که بیش از سه حرف را به عنوان پسوند نمی‌پذیرد.) اما در برخی دیگر، این محدودیت وجود ندارد. (مانند NTFS).